# گالبیاته
گالبیاته (به ایتالیایی: Galbiate) یک کومونه در ایتالیا است که در استان لکو واقع شده‌است. گالبیاته ۱۶٫۱ کیلومتر مربع مساحت و ۸٬۵۲۱ نفر جمعیت دارد و ۳۷۱ متر بالاتر از سطح دریا واقع شده‌است.